# Positively 4th Street
Positively 4th Street – piosenka skomponowana przez Boba Dylana, nagrana przez niego w lipcu 1965 i wydana jako niealbumowy singel we wrześniu. Piosenka znana jest także jako „Positively Fourth Street”.

## Historia i charakter utworu
Piosenka została nagrana na sesji do albumu Highway 61 Revisited w Columbia Studio A 29 lipca 1965 r. w Nowym Jorku.
Jest to jeden z bardziej gorzkich utworów Dylana. Przyczyną tego było to, że został nagrany zaledwie w 4 dni po zelektryfikowanym debiucie Dylana na Festiwalu Folkowym w Newport w lipcu 1965 r., który został bardzo niechętnie przyjęty przez część publiczności. Dylan zaczął być oskarżany o komercjalizację, która była jednoznaczna ze zdradą ruchu folkowego i jego ideami kulturalnymi i politycznymi. Piosenka „Positively 4th Street” niejako automatycznie zaczęła być więc interpretowana jako dość jadowita reakcja na te krytyki.
Jednak jest to dość jednostronny odbiór utworu. Wyraz temu dał sam Dylan, m.in. gdy umieścił w broszurce do albumu Biograph własny komentarz Nie mógłbym napisać piosenki o czymś takim. Nie piszę piosenek dla krytyków.
Każda linijka utworu składającego się z 12 krótkich zwrotek, jest niezwykle ostra, tak jakby Dylan chciał spalić za sobą wszystkie mosty, a i niektóre przed nim. Jakby chciał za nimi pozostawić właściwie wszystkich i żeby każdy myślał, że piosenka dotyczy właśnie jego.
Dodatkowe światło rzuca także tytuł kompozycji; Dylan mieszkał na West 4th Street w Greenwich Village. Dlatego każdy właściwie folkowiec z tej dzielnicy mógł wziąć do siebie to, że zbierał okruchy ze stołu Dylana, podkradał, stawał się więc uzurpatorem i oportunistą, a co najgorsze – tym samym był całkowicie nieoryginalny.
Dylan z właściwą sobie dezynwolturą i być może chęcią pomieszania tropów interpretatorom, zapowiedział kiedyś „Postively 4th Street” jako „jedną z moich piosenek o przyjaźni”. Przy innej okazji powiedział „Positively 4th Street” jest krańcowo jednowymiarowa, co lubię. Jego najbliższą koterię stanowili Bob Neuwirth, Victor Maimudes, Dawid Blue i Phil Ochs (do czasu zerwania przyjaźni).
Dylan jednak ujawnia także, że ma dla wszystkich uczucia, co jest wyrażone w linijce tekstu „I do not feel so good when I see the heartbreaks you embrace (...)” (Nie cieszę się z cierpień, którymi się obnosisz). Jednak piosenkę znów kończy mocnym, wręcz nokautującym stwierdzeniem „I wish that for just one time you could stand inside my shoes, you’d know what a drag it is to see you”. (Pragnę abyś chociaż raz stanął w mojej sytuacji, wiedziałbyś, jak przykrym jest cię ujrzeć).
Piosenka ta znalazła się na 203 miejscu najważniejszych 500 piosenek według magazynu Rolling Stone.

## Muzycy
- Bob Dylan – gitara, harmonijka, pianino, wokal
- Mike Bloomfield – gitara
- Al Kooper – organy
- Frank Owens – pianino[3]
- Russ Savakus – gitara basowa
- Bobby Gregg – perkusja

## Dyskografia
Singiel
- Positively 4th Street/From a Buick 6

Uwaga: tytuł „Positively 4th Street” na pierwszej edycji singla jest pomyłką Columbii. W rzeczywistości utworem był „Can You Please Crawl Out Your Window?”. To tłoczenie zostało wycofane ze sklepów.
Albumy
- Bob Dylan’s Greatest Hits (1967)
- Masterpieces (1978)
- Biograph (1985)
- The Essential Bob Dylan (2000)
- Dylan (2007)

Wideografia
- I’m Not There (film) (2007)

## Koncerty, na których Dylan wykonywał utwór
- Piosenka była wykonywana jesienią 1965 r.
- Kilka razy została wykonana wiosną 1966 r.
- Powrócił do niej po 10 latach na koncercie „Night of the Hurricane 2” w Astrodome w Houston w 1976 r.
- Powrócił do wykonywania utworu podczas tournée z Tom Petty and the Heartbreakers w 1986 r.
- W późniejszych latach wykonywana była dość sporadycznie

## Wersje innych artystów
- Jerry Murad – What’s New Harmonicats (1965)
- Johnny Rivers – Realization (1968)
- The Byrds – Untitled (1970); The Byrds Play Dylan (1980)
- Jerry Garcia i Merl Saunders (z Davidem Grismanem) – Live at Keystone (1973)
- John „Speedy” Keen – Previous Convictions (1973)
- Terry Melcher – Terry Melcher (1974)
- Björn Afzelius – Innan Tystnaden (1982)
- Antiseen – Noise for the Sake of Noise (1989)
- Janglers – Janglers Play Dylan (1992)
- Lucinda Williams na albumie różnych wykonawców In Their Own Words, Vol. 1 (1994) (koncertowy)
- Casandra Lange – 15 Forever (1995)
- Beat Farmers – Manifold (1995)
- Moose na albumie różnych wykonawców Outlaw Blues, Volume 2 (1995)
- Charly García – Estaba en llamas Cuando me Acosté (1995)
- New Folk Generation – New Folk Generation (1996)
- Jimmy LaFave – Trail (1999)
- The Stereophonics – I Wouldn’t Believe Your Radio (1999)
- The Stereophonics – Pick a Part That’s New EP (1999)
- Sue Foley – Back to the Blues (2000)
- Violent Femmes – Freak Magnet (2000)
- Jerry Garcia Band – Shining Star (2001)
- Larry Norman – Rock, Scissors et Papier (2003) (lekko zmienione słowa)
- Simply Red – Home (2004); Home: Live in Sicily (DVD – 2004)
- Bryan Ferry – Dylanesque (2007)

## Listy przebojów
| Rok  | Singel                  | Lista              | Pozycja |
| ---- | ----------------------- | ------------------ | ------- |
| 1965 | „Positively 4th Street” | Billboard. Hot 100 | 7       |
| 1965 | „Positively 4th Street” | UK Chart           | 8       |